# Cranioleuca vulpecula
Cranioleuca vulpecula е вид птица от семейство Furnariidae.

## Разпространение
Видът е разпространен в Боливия, Бразилия, Еквадор и Перу.